# Club Deportivo Los Chankas
Actualités
Le Club Deportivo Los Chankas CYC est un club péruvien de football situé à Andahuaylas, dans la région d'Apurímac. 
Fin 2021, le CD Los Chankas intègre officiellement les initiales « CYC » au nom du club, en hommage à Clodoaldo Yñigo Condori (alors président des Chankas), décédé du Covid-19.  

## Histoire
Fondé en 1989 à Andahuaylas sous le nom de Club Deportivo Straiker, le club adopte avec le temps le nom de Club Deportivo Cultural Santa Rosa qu'il conservera jusqu'en 2021. Jouant en Copa Perú (D3 péruvienne) jusqu'en 2015, il est invité à intégrer la 2e division péruvienne en 2016 par la Fédération péruvienne de football. Il fait ses débuts en D2 le 24 avril 2016 en accrochant l'Academia Cantolao 0-0. 
En 2021, le club frappe un grand coup en éliminant l'Alianza Lima aux tirs au but lors de la Copa Bicentenario (2-2, 3-2tab). La même année, l'institution adopte son nom définitif de Club Deportivo Los Chankas, en hommage aux Chancas, peuple précolombien originaire d'Andahuaylas. 
En 2023, le CD Los Chankas obtient le droit de jouer en 1re division péruvienne en remportant le barrage d'accession à l'élite grâce à sa victoire sur l'Alianza Universidad de Huánuco aux tirs au but (1-3, 3-1, 3-2tab), devenant de ce fait la première équipe de la région d'Apurímac à évoluer en D1.

## Résultats sportifs

### Palmarès
| Compétitions nationales                             | Compétitions régionales                                           |
| - Championnat du Pérou D2 : - Vice-champion : 2023. | - Ligue de la région d'Apurímac (2) : - Vainqueur : 2011 et 2013. |

### Bilan et records
- Saisons au sein du championnat du Pérou : 1 (2024-).
- Saisons au sein du championnat du Pérou D2 : 8 (2016-2023).
- Plus large victoire obtenue en compétition officielle : CD Los Chankas 11:0 Pirata FC (Championnat D2 2023)[8].

## Personnalités historiques du club

### Joueurs

#### Grands noms
Parmi les internationaux péruviens ayant joué au sein du CD Los Chankas, on peut citer Daniel Chávez, Michael Guevara ou encore Johan Sotil.

### Entraîneurs
Source consultée : www.livefutbol.com

| - Rafael Arnao (2013) - Rafael Arnao (2015) - Martín Gonzales (2015) - Carlos Cortijo (2016) - Ricardo Ronceros (2016) - Jahir Butrón (2017) - Paulo Ramos (intérim) (2017) - Jorge Amado Nunes (2017) - Héctor Chumpitaz Dulanto (2018) | - Gerardo Gutiérrez (2018) - Orlando Maltese (2018) - Carlos Cortijo (2019) - Genebrardo Arenas (2019) - Jorge Amado Nunes (2019) - Miguel Iré (2019) - Yonel Iñigo (2019) - Nilton Gómez (2020) - Yonel Iñigo (2020) | - Gustavo Cisneros (2021) - Gerardo Gutiérrez (2021) - Juan Carlos Bazalar (2021) - Pablo Garabello (2022) - Gustavo Cisneros (2022) - Roberto Holsen (2022) - Juan Carlos Bazalar (nov. 2022-mars 2024) - Pablo Bossi (avr. 2024-sep. 2024) - Cesar Vaioli (sep .2024-nov. 2024) - Jorge Vivaldo (nov. 2024-avr. 2025) - Cesar Vaioli (avr. 2025-juin 2025) - Walter Paolella (depuis juin 2025) |